# Grand-Bourg

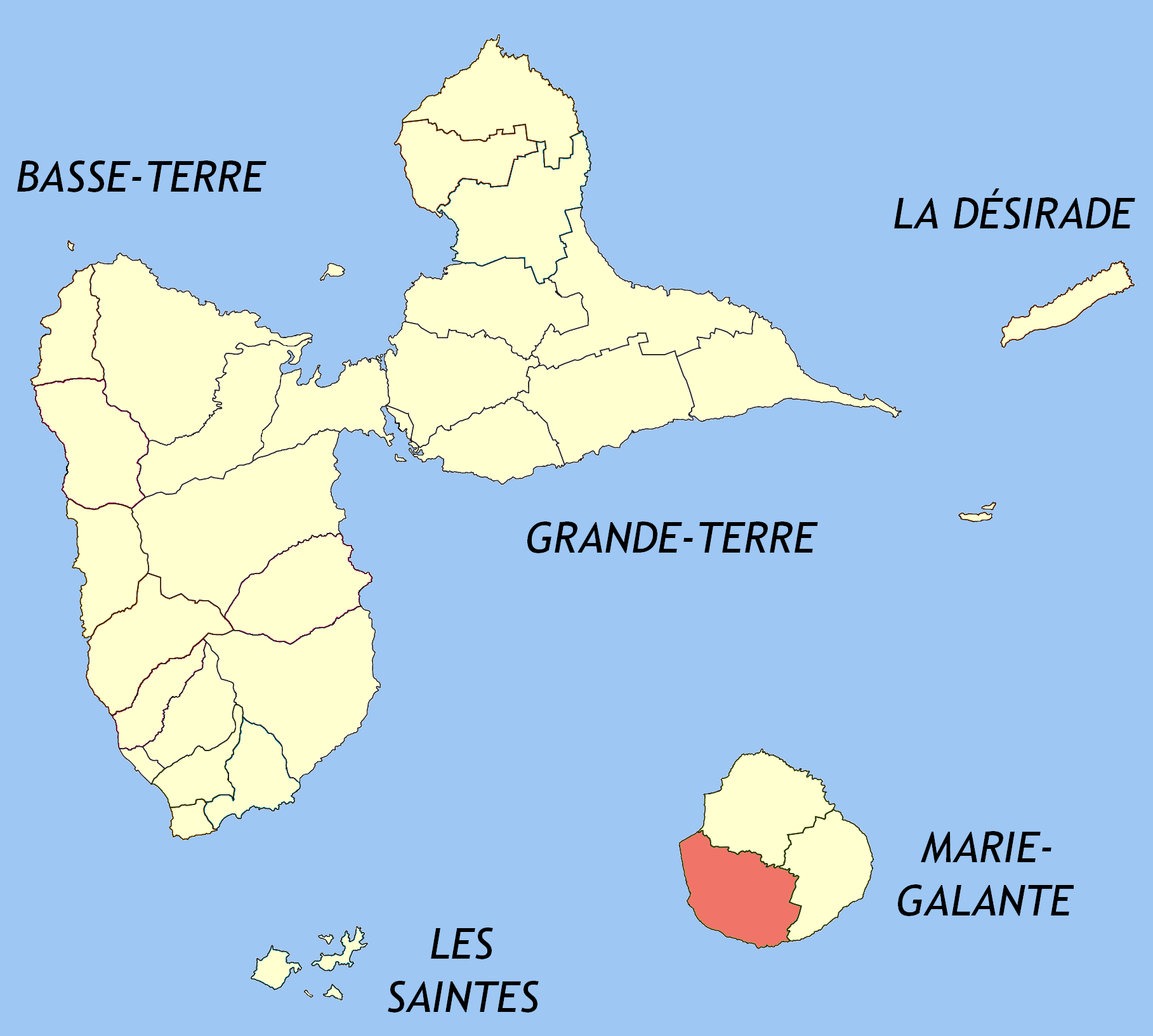
Ubicació de Grand-Bourg dins de la Guadalupe

Grand-Bourg  és un municipi francès, situat a Guadalupe, una regió i departament d'ultramar de França situat a les Petites Antilles. L'any 2006 tenia 5.707 habitants. És un dels tres municipis de l'illa de Marie-Galante i limita amb Saint-Louis i Capesterre-de-Marie-Galante.

## Demografia
| 5.893                                      | 5.707 |
| Des de 1962: població sense dobles comptes |       |

## Administració
| Període | Identitat        | Partit |
| ------- | ---------------- | ------ |
| 2008-   | Patrice Tirolien | PS     |